# Draga Mašin
Draginja „Draga” Obrenović (în sârbă Драга Обреновић; n. 23 septembrie 1861, Gornji Milanovac, Moravički upravni okrug, Serbia – d. 11 iunie 1903, Belgrad, Regatul Serbiei), fostă Mašin (Машин),[a] a fost soția regelui Aleksandar Obrenović și regina consort a Regatului Serbiei (1900-1903). Ea a fost anterior o doamnă de onoare a reginei-mamă Natalija, mama lui Aleksandar.

## Primii ani

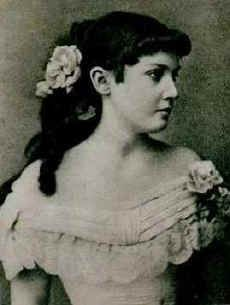
Draga Mašin în tinerețe (dată necunoscută)

Draga (care înseamnă „dragă”) a fost cea de-a patra fiică a lui Panta Lunjevica, prefect al regiunii Aranjelovac, și al soției sale, Anđelija (născută Koljević). Draga a fost a șasea din cei șapte frați. A avut doi frați, Nikola și Nikodije, și patru surori, Hristina, Đina, Ana și Vojka. Mama Dragăi a fost alcoolică și tatăl ei a murit într-un azil de nebuni.
Draga a fost nepoata lui Nikola Lunjevica, un camarad apropiat al prințului Miloš, stră-stră-unchiul lui Aleksandar. Bunica ei paternă a fost Đurđija Čarapić, o rudă a lui vojvoda Ilija Čarapić (care a murit în 1844), soțul Stamenkăi Karađorđević, fiica lui Karađorđe Petrović. La momentul când s-a căsătorit a doua oară, Draga era văduva lui Svetozar Mašin (1851-1886), un inginer civil ceh, și avea cu doisprezece ani mai mult decât regele Aleksandar.

## Regină a Serbiei
Draga și Aleksandar s-au căsătorit pe 5 august 1900, în cadrul unei ceremonii oficiale. Când Aleksandar și-a anunțat logodna, opinia publică s-a întors împotriva lui. El a fost privit ca un tânăr prostănac ce a devenit victima unei femei imorale seducătoare de bărbați. Regina-mamă Natalija s-a opus cu înverșunare acestei căsătorii și a fost exilată de către fiul ei în special din această cauză. Acțiunile arbitrare și nepopulare ale regelui au fost atribuite influenței nefaste a reginei Draga. Au existat zvonuri că Aleksandar ar intenționa să-l numească pe fratele mai mare al Dragăi ca moștenitor prezumtiv al tronului. Ambii frați erau ofițeri de armată în perioada căsătoriei și deveniseră nepopulari în rândul camarazilor lor.

## Asasinarea
Acest ultim zvon a condus la asasinarea cuplului regal. În noaptea de 10-11 iunie 1903, un grup de ofițeri condus de colonelul Dragutin Dimitrijević a pătruns în palatul regal, în timp ce alte trupe conduse de ofițeri implicați în conspirație au fost masate în apropierea palatului. Gărzile regale nu au opus o rezistență eficientă în confuzia creată după întreruperea iluminatului electric în clădire. Conspiratorii nu au reușit la început să-i găsească pe Aleksandar și pe Draga, dar un slujitor al regelui, ce a fost capturat, le-a dezvăluit conspiratorilor, fie din simpatie pentru conspirație, fie de teamă pentru propria viață, că perechea regală se ascundea într-un dulap încăpător din dormitorul lor. Aleksandar și Draga au ieșit parțial îmbrăcați din dulap și au fost uciși bestial cu lovituri de sabie și focuri de pistol de către ofițeri, dintre care unii erau deja beți. Trupurile mutilate au fost aruncate apoi de la un balcon al palatului pe un morman de bălegar. Cei doi frați ai reginei, Nikodije și Nikola, au fost executați prin împușcare în aceeași zi.

## Portretizări
Ea a fost interpretată de Magda Sonja în filmul mut austriac Regina Draga (1920). În filmul american A Woman Commands ea a fost portretizată de Pola Negri.

## Onoruri
- Marea Cruce a Ordinului Miloš cel Mare (Regatul Serbiei, 1900).[5]